# Diocèse de Saint-Claude

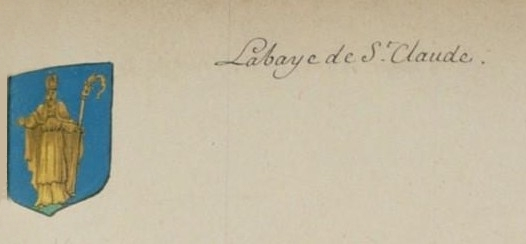
Armoiries de l'abbaye de Saint-Claude - 1701.

Le diocèse de Saint-Claude (en latin : Dioecesis Sancti Claudii) est un diocèse de l'Église catholique en France.

## Histoire
Le diocèse de Saint-Claude est érigé le 22 janvier 1742 par une bulle du pape Benoît XIV. Il était alors composé de la « Terre de Saint-Claude » (26 grandes paroisses de l'abbaye de Saint-Claude sécularisée) et de paroisses détachées des diocèses de Lyon et de Besançon.
Le Concordat de 1801 l'a supprimé pour le rattacher au diocèse de Besançon. Il renaît à nouveau le 6 octobre 1822 avec comme limites l'actuel département du Jura. Son premier titulaire a été nommé le 17 mai 1823.
Aujourd'hui, le diocèse de Saint-Claude appartient à la province ecclésiastique de Besançon.
Vincent Jordy était évêque de Saint-Claude du 22 juillet 2011 au 4 novembre 2019.
Jean-Luc Garin est évêque de Saint-Claude depuis le 10 décembre 2020,.

## Évêques originaires du diocèse de Saint-Claude
- Jean-Luc Bouilleret, évêque d'Amiens puis archevêque de Besançon
- Philippe Gueneley, évêque émérite de Langres
- Lucien Daloz, archevêque émérite de Besançon

## Les saints et bienheureux du diocèse
Liste non exhaustive :
- Romain de Condat, Père du Jura.
- Lupicin de Lauconne, frère du précèdent.
- Oyend de Condat (abbé).
- Claude de Besançon, évêque, saint du VIIe siècle et patron du diocèse.